# Кальпурний (поэт)
Кальпу́рний Сицилийский (Сикул)  (Calpurnius Siculus) — римский поэт I в. (точные даты жизни неизвестны). Расцвет творческой деятельности Кальпурния принято связывать с правлением императора Нерона.
С именем Кальпурния связывают сохранившиеся в нескольких рукописях под его именем  11 эклог, или идиллий (буколик). Первые семь, стилистически близкие Вергилию, написаны действительно Кальпурнием. Последние четыре, как было установлено позднее, принадлежат Немезиану, поэту III в.
"Эклоги" Кальпурния - произведение в значительной мере подражательное. "Идиллии" Феокрита и "Эклоги" Вергилия использованы автором чрезвычайно широко. Однако, общий уровень тогдашней поэзии был настолько высок, что стихи Кальпурния сохранили определенное эстетическое и историческое значение до наших дней. В стихах Кальпурния содержится много лести в адрес "юного бога" - видимо, императора. Кроме того, поэт первым привнес в буколику дидактический элемент.
Эклоги Кальпурния, начиная с 1471, издавались достаточно часто, обычно вместе с «Cynegetica» Граттия и Немезиана. Русский перевод второй и третьей эклог включён в антологию Голосовкера.
Полный перевод всех семи эклог Кальпурния осуществлен в альманахе "Аристей" в 2014-2015 гг. коллективом под научным руководством А.В. Подосинова.
К буколикам Кальпурния и по содержанию, и по форме примыкают два анонимных буколических стихотворения, найденные в библиотеке Эйнзидельнского монастыря (Швейцария) в рукописи X в. Оба стихотворения ("Эйнзильденские эклоги") сохранились не полностью, так как рукопись сильно повреждена. Русский перевод осуществлен в 2016 г.
Сохранился также анонимный панегирик в 261 стих (Laus Pisonis), написанный гекзаметром, который был впервые опубликован в 1527 г. в издании произведений Овидия; в нём поэт восхваляет Пизона (главу заговора 65 г. против Нерона), наделяя его образ чертами, сходными с характеристикой, данной Тацитом. Об авторстве панегирика высказывались различные мнения; наиболее вероятно предположение, которое приписывает их  Кальпурнию; благозвучный, но мало оригинальный стих и преувеличенное низкопоклонство были  свойственны этому поэту. Если это так, то, по всей вероятности, "Хвала Пизону" - первое произведение Кальпурния, написанное ещё в конце правления Клавдия, так как при Нероне превозносить Пизона было уже немыслимо.

## Тексты и переводы
- Эклоги Кальпурния (лат.)
- Издание в «The Loeb classical library» (латинский текст с английским переводом: Minor Latin poets (1934). P. 209—288.
- Издание в серии «Collection Budé»: Calpurnius Siculus. Bucoliques. Pseudo-Calpurnius. Éloge de Pison. Texte établi et traduit par J. Amat. 2e tirage 2003. LVI, 136 p.
- Кальпурний. I буколика  // АРИСТЕЙ. Вестник классической филологии и античной истории. Том IX. - М., 2014. - С. 257-262.
- Кальпурний. II-III буколики // АРИСТЕЙ. Вестник классической филологии и античной истории. Том X. - М., 2014. - С.248-257.
- Кальпурний. IV буколика // АРИСТЕЙ. Вестник классической филологии и античной истории. Том XI. - М., 2015. - С. 97-105.
- Кальпурний. V-VII буколики // АРИСТЕЙ. Вестник классической филологии и античной истории. Том XII. - М., 2015. - С. 154-169.
- Эклоги из Эйнзильдена / Публ. подг. А.В. Подосинов // АРИСТЕЙ. Вестник классической филологии и античной истории. Том XIII. - М., 2016. - С. 96-102.
- Haupt М. De carminibus bucolicis Calpurnii et Nemesiani. - Leipzig, 1875.